# Girolamo Spinola
Girolamo Spinola (Gênova, 15 de outubro de 1713 - Roma, 22 de julho de 1784) foi um cardeal do século XVIII

## Biografia
Nasceu em Gênova em 15 de outubro de 1713. Segundo dos cinco filhos de Niccolò Spinola, doge de Gênova, e Maddalena Doria. Os outros irmãos eram Pasquale, Francesco e outras duas crianças. Ele também está listado como Hieronymus Spinula. Outros cardeais dos vários ramos da família Spinola foram Agostino Spinola (1527); Filippo Spinola (1583); Orazio Spinola (1606); Agustín Spínola (1621); Giandomenico Spinola (1626); Giulio Spínola (1666); Giambattista Spinola , sênior (1681); Giambattista Spinola , júnior (1695); Nicola Gaetano Spinola (1715); Giorgio Spinola (1719); Ugo Pietro Spinola (1831).
Estudou na Universidade La Sapienza, em Roma, onde se doutorou in utroque iure , direito canônico e civil, em 23 de novembro de 1736.
Referendário dos Tribunais da Assinatura Apostólica da Justiça e da Graça, 20 de dezembro de 1736. Nomeado vice-legado em Bolonha em 1738; documentado na cidade de 11 de março a 10 de outubro de 1740. Relator supernumerario da SC da Sagrada Consulta , abril de 1741; relator de numero , janeiro de 1742-1743.
Recebeu as ordens menores, 15 de março de 1744; o subdiaconato, 19 de março de 1744; e o diaconato, 22 de março de 1744.
Ordenado em 25 de março de 1744.
Eleito arcebispo titular de Laodicéia, 13 de abril de 1744. Consagrada, 19 de abril de 1744, igreja de S. Maria degli Angeli, Roma, pelo Papa Bento XIV, auxiliado por Giuseppe Saporiti, arcebispo titular de Anazarbo, e por Nicola Antonio Caraffa, titular arcebispo de Filippi. Assistente do Trono Pontifício, 19 de abril de 1744. Núncio em Colônia, 23 de abril de 1744; chegou no dia 28 de agosto seguinte. Núncio na Suíça, 22 de janeiro de 1754. Núncio na Espanha, 8 de novembro de 1754.
Criado cardeal sacerdote no consistório de 24 de setembro de 1759; o papa enviou-lhe o barrete vermelho com um breve apostólico datado de 28 de setembro de 1759; oablegato papal Monsenhor Viviani trouxe o barrete para Madri; recebeu o chapéu vermelho em 11 de dezembro de 1760; e o título de S. Balbina, 15 de dezembro de 1760. Atribuída à SS. CC. de Bispos e Regulares, Sagrada Consulta , Cerimonial e delle Acque . Legado em Bolonha, 13 de julho de 1761. Legado perante Maria Giuseppa, futura rainha de Nápoles, 28 de setembro de 1767. Legado em Bolonha, 13 de julho de 1761; tomou posse pelo procurador em 1º de novembro de 1761; ingressou na legação em 30 de novembro de 1761; deixou a cidade em 25 de abril de 1768. Foi protetor da Igreja e da Nação genovesa em Roma em novembro de 1764. Priorcommendatario de S. Salvatore, Fermo, dezembro de 1767. Legado em Ferrara, 25 de janeiro de 1768. Legado perante Maria Carolina, futura rainha de Nápoles, 14 de março de 1768. Participou do conclave de 1769, que elegeu o Papa Clemente XIV. Participou do conclave de 1774-1775, que elegeu o Papa Pio VI. Optou pelo título de S. Cecília, em 13 de março de 1775. Optou pela ordem dos bispos e pela sé suburbicária de Palestrina, mantendo o título de S. Cecília in commendam , em 3 de abril de 1775. Realizou a visita pastoral da diocese e embelezou a catedral. Foi protetor do mosteiro de S. Cecília; da Congregação Beneditina de Birsfelden, Alemanha; do Collegio de' Barbieri de Lugo; e deAccademia degli Intrepidi do Collegio Clementino .
Morreu em Roma em 22 de julho de 1784, de febre alta e perniciosa, após receber a bênção apostólica in articolo mortis. Exposto em sua casa, onde foram celebradas missas em três altares privilegiados, pelos párocos das paróquias de S. Maria in Campitelli e S. Cecília; o corpo foi trasladado com a pompa habitual para a igreja de Santa Cecília, onde o funeral foi celebrado pelo cardeal Leonardo Antonelli, como camerlengo do Sacro Colégio dos Cardeais, com a participação de outros doze cardeais; e sepultado nessa mesma igreja segundo o seu testamento (1) . Em seu testamento, deixou 100 escudos aos pobres da diocese de Palestrina; e outros 100 para os pobres da paróquia de S. Cecília. Seu usufrutuário herdeiroera seu irmão Marquês Pasquale; e seu herdeiro universal era seu sobrinho Marchis Paolino Spinola.